# L'Étoile du Nord (train)
Pour les articles homonymes, voir L'Étoile du Nord.
 (décembre 2023).
Si vous disposez d'ouvrages ou d'articles de référence ou si vous connaissez des sites web de qualité traitant du thème abordé ici, merci de compléter l'article en donnant les références utiles à sa vérifiabilité et en les liant à la section « Notes et références ».
L’Étoile du Nord était un train reliant Paris à Amsterdam via Bruxelles qui circula à partir des années 1920 jusqu'au milieu des années 1990. Ce train, d'abord composé de voitures Pullman de la Compagnie des wagons-lits, tracté par des locomotives à vapeur, entrera dans le pool Trans-Europ-Express (TEE) en 1957 avec l'arrivée d'automotrices diesel. Les rames Inox TEE PBA tractées par les nouvelles locomotives CC 40100 feront leur apparition en 1964, le début des années 1980 marque le début de la fin pour l'ensemble des trains TEE qui disparaissent progressivement pendant la décennie 1990. Les relations Paris - Bruxelles - Amsterdam seront assurées par les nouveaux TGV Thalys à partir de 1996.

## Histoire

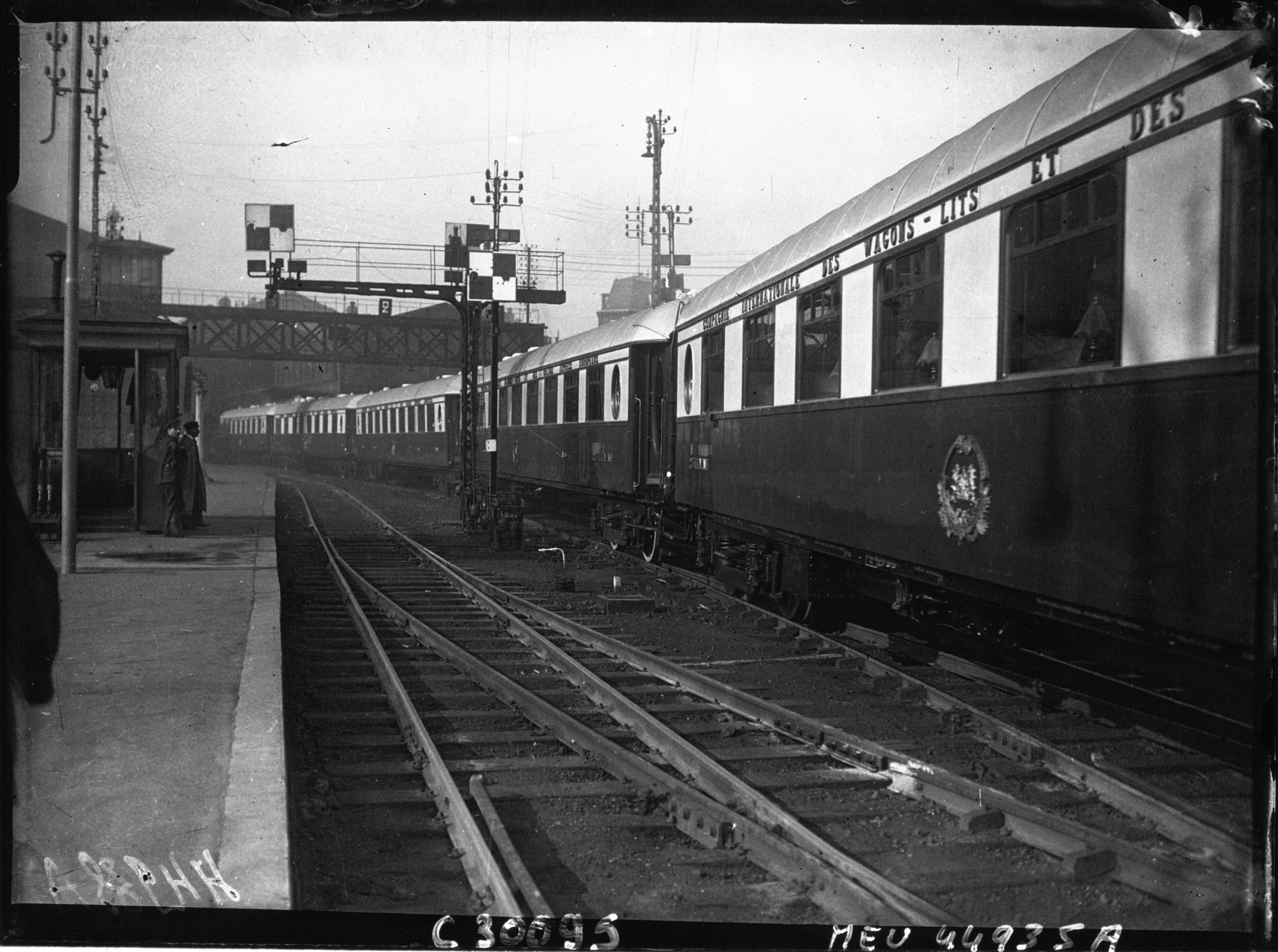
Le premier train avec matériel CIWL de l'Étoile du Nord, en 1927.

L’Étoile du Nord a commencé à circuler entre Paris et Bruxelles pendant les années 1920 et était exploité par les Chemins de Fer du Nord et la SNCB. Lorsqu'en 1927, la Compagnie des wagons-lits reprend l'exploitation de ce train, Amsterdam sera la nouvelle destination,.
En 1957, avec l'arrivée d'un tout nouveau matériel diesel, la ligne de l'Étoile du Nord est étendue jusqu'à Amsterdam et ce train est intégré au pool Trans-Europ-Express. Le temps de parcours entre Paris et Bruxelles est de 2 h 45.
1964 voit l'arrivée des rames Inox PBA et le confort s'améliore, les CC 40100 électriques prennent le relais des automotrices diesel, il s'agira de l'ultime évolution en termes d'engin moteur sur cette relation. Le début des années 1980 marque le déclin des grands trains de prestige et l'Étoile du Nord devient un train de première et deuxième classe et sort du pool Trans-Europ-Express.
En 1996, les TGV Thalys prennent le relais des CC 40100 sur Paris Bruxelles Amsterdam.

## Matériel

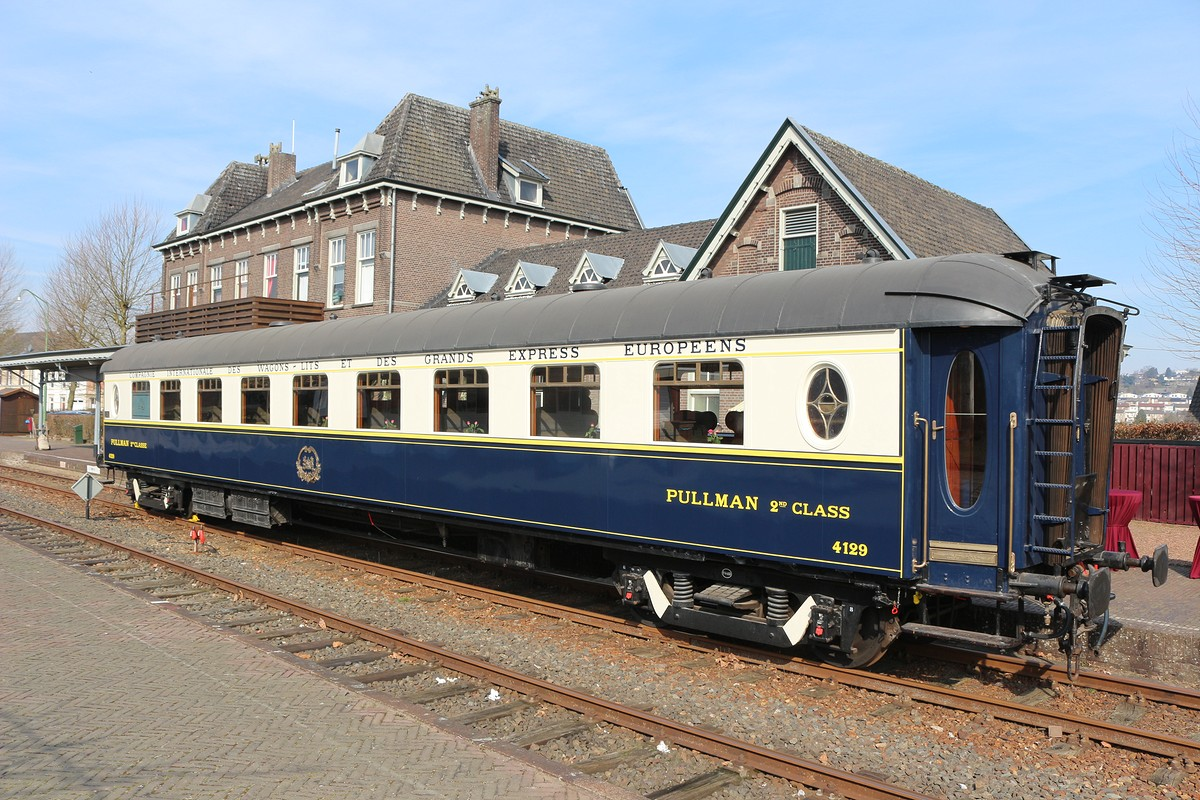
Une voiture Pullman "Étoile du Nord" préservée par la Zuid-Limburgse Stoomtrein Maatschappij

Les premières voitures de voyageurs ont été les luxueuses voitures Pullman de la Compagnie des wagons-lits puis en 1957, la SNCF, la SNCB et les NS utiliseront des automotrices diesel pour pallier les problèmes de l'électrification différente dans chaque pays (1,5 kV continu et 25 kV 50 Hz pour la France, 3 kV continu pour la Belgique et 1,5 kV continu pour les Pays-Bas).
Ce problème sera résolu en 1964 avec l'arrivée des locomotives électriques CC 40100, aptes à circuler sous tous les types d'électrification d'Europe mais elles ne dépasseront jamais Bruxelles en service commercial. Les voitures Inox PBA sont plus confortables, elles sont toutes de première classe : le train se compose alors de 10 voitures dont un restaurant et un fourgon générateur pour la climatisation l'éclairage et l'alimentation des cuisines. Le tout forme un ensemble continu gris métallisé avec une bande rouge qui court sur toute la longueur du train (y compris sur la locomotive) en dessous des fenêtres. Le haut de la caisse quant à lui reçoit le bandeau TEE. Les voitures Inox PBA bénéficient de portes électriques, de lumières tamisées, de rideaux électriques et de la climatisation.
Dans les années 1980, les voitures Corail arrivent et ouvrent les ex-TEE à la seconde classe.
À partir de 1996, les TGV PBA puis PBKA de la compagnie Thalys remplacent les CC 40100.

## Gares desservies
Horaires du Étoile du Nord au service d'hiver 1971/72
| TEE 82 | Pays     | Gare           | km  | TEE 85 |
| ------ | -------- | -------------- | --- | ------ |
| 08:58  | Pays-Bas | Amsterdam CS   | 0   | 22:45  |
| 09:36  | Pays-Bas | La Haye HS     | 63  | 22:07  |
| 09:53  | Pays-Bas | Rotterdam CS   | 86  | 21:51  |
| 10:31  | Pays-Bas | Roosendael     | 144 | 21:14  |
| 10:56  | Belgique | Antwerpen Oost | 183 | 20:49  |
| 11:25  | Belgique | Bruxelles-Nord | 227 | 20:18  |
| 11:32  | Belgique | Bruxelles-Midi | 233 | 20:05  |
| **:**  | Belgique | Mons           | 288 | **:**  |
| **:**  | France   | Saint-Quentin  | 389 | **:**  |
| 14:02  | France   | Paris-Nord     | 543 | 17:45  |